# Fakahiku
Fakahiku è un'isola disabitata del distretto di Lulunga, amministrazione di Ha'apai, nelle Tonga (Oceano Pacifico). Si trova vicino all'isola di Pepea e ad ovest di 'O'Ua, con cui condivide la gestione del mercato del pesce e dei pescherecci.